# Fulianka
Fulianka (in ungherese Fulyán) è un comune della Slovacchia facente parte del distretto di Prešov, nella regione omonima.